# Laikí agorá
Se conocen como laikí agorá (en griego: λαϊκή αγορά, literalmente mercado del pueblo) a los mercados ambulantes que funcionan en toda Grecia, donde hay venta de productos alimenticios y de jardinería o artículos para el hogar, así como juguetes y diversas herramientas del tipo "hágalo usted mismo". 
Se le considera una importante costumbre social y tradición en Grecia. 
Los mercados de la gente fueron fundados por el líder político griego Eleutherios Venizelos. Parte de la motivación era ayudar a los productores agrícolas locales a vender sus productos frescos a la población local en los pueblos cercanos, sin la necesidad de intermediarios que alteraran los precios.